# Marguerite Allotte de La Fuÿe
Marguerite Allotte de La Fuÿe, née Marguerite Marie Augustine Pichelin le 4 juillet 1874 à Nantes où elle est morte le 8 avril 1959, est une femme de lettres française.

## Biographie
Marguerite est la fille de Pierre Pichelin (1847-1921), bâtonnier de l'Ordre des avocats de Nantes, et d'Élisabeth Jégou d'Herbeline (fille de Charles Auguste Jégou d'Herbeline). Elle épouse en septembre 1895 un militaire, lieutenant d'artillerie, Louis Allotte de La Fuÿe (1872-1896), fils du colonel Maurice Allotte de La Fuÿe et de la sœur de sa mère, Louise Jégou d'Herbeline (1845-1925), qui aurait introduit le ski dans l'armée française. Marguerite avait donc épousé son cousin germain. Le couple n'eut pas d'enfants, Louis étant décédé quatre mois après leur mariage lors d'une épidémie de typhoïde.
Marguerite Allotte de La Fuÿe, que ceux qui l'ont connue disent « simple de goûts et d'habitudes, aimant la société de ses semblables, d'une grande bonté» », trouve dans les lettres et le théâtre un palliatif de la solitude que lui impose son veuvage précoce.

## Œuvres
À la mort de son époux, elle entreprend une biographie sur lui qui ne sera jamais éditée et dont le manuscrit semble perdu. En 1900, elle publie sa première pièce d'inspiration religieuse, historique et féerique, Zita la servante.
Elle publie à la fin de l'année 1927 la deuxième biographie consacrée à Jules Verne : Jules Verne, sa vie, son œuvre, Paris, Simon Kra, qui obtient le Prix Sobrier-Arnould la même année ; elle est la petite-nièce par alliance de l'écrivain : le père de Jules, Pierre Verne, est marié avec Sophie Allotte de La Fuÿe. La fiabilité de cette biographie a été mise en cause à partir de 1980, ; selon Volker Dehs, « si elle a réarrangé et modifié des documents, elle ne les a jamais inventés de toutes pièces »
Son œuvre se compose de biographies, d'adaptations pour la radio, de textes destinés à la jeunesse et de nombreuses pièces de théâtre, notamment inspirées par ses convictions religieuses, comme Sainte Geneviève de Paris, drame mystique en 3 tableaux, en 1917. Le Maître de la mort, drame lyrique en un prologue et trois actes, créé au Théâtre de la Passion à Nancy, publié en 1906 à Paris lui vaut le succès ; il est traduit en anglais et publié en 1923 sous le titre The lord of death. Elle s'intéresse au docteur Laennec, son grand-oncle paternel, et au général Charette.

## Publications
- Zita la servante, pièce, 1900
- Le Maître de la mort, drame lyrique en un prologue et 3 actes, Paris, Plon-Nourrit et Cie, 1906.
- Le Confesseur, drame lyrique en 3 actes, Paris, Plon-Nourrit et Cie, 1913.
- Sainte Geneviève de Paris : drame mystique en trois tableaux, Paris, Plon-Nourrit et Cie, 1917.
- La Belle et la Bête, conte féerique en six tableaux, agrémentés de chansons, jeux et danses, Paris, Plon-Nourrit et Cie, 1925 (pièce créée au théâtre Albert Ier, à Paris, le 30 mars 1924)
- Jules Verne, sa vie, son œuvre, Kra, Paris, 1928 (Prix Sobrier-Arnould, 1928).
- Frère Antoine, Niort, H. Boulord, 1933.
- La princesse Peau d'âne : comédie en un acte, avec danses et chansons, Niort, H. Boulord, 1936.
- Bethsabée (tragédie), Plon, Paris, 1942 (Prix Paul-Hervieu, 1944).